# Carl Rudolf Florin
Carl Rudolf Florin, genannt Rudolf Florin (* 5. April 1894 in Solna; † 24. September 1965 in Falköping), war ein schwedischer Paläobotaniker und Botaniker. Sein offizielles botanisches Autorenkürzel lautet „Florin“.

## Leben
Florin studierte 1914 bis 1918 an der Universität Stockholm mit dem Lizenziats-Abschluss 1920. Ab 1918 war er Hilfskurator für Paläobotanik am Reichsmuseum für Naturgeschichte unter Thore Gustaf Halle. 1931 wurde er in Stockholm promoviert (Untersuchungen zur Stammesgeschichte der Coniferales und Cordaitales) und wurde Dozent an der Universität Stockholm. 1937 besuchte er die USA. 1942 wurde er Professor für Botanik an der Universität Stockholm. Von 1944 bis 1964 war er Direktor des Botanischen Gartens in Stockholm (Bergianska trädgården) und trug damit den Titel Professor Bergianus. Er war auch Herausgeber von deren Hauszeitschrift Acta Horti Bergiani. Außerdem war er 1947 bis 1962 Professor für systematische Botanik an der Universität Stockholm.
1949 war er Prather-Lecturer an der Harvard University.
1931 bis 1947 war er Sekretär des Komitees für Naturschutz der Schwedischen Akademie der Wissenschaften und 1953 bis 1957 dessen Präsident. 1959 bis 1964 war er im Rat der International Association for Plant Taxonomy, 1954 bis 1959 Präsident der Sektion Paläobotanik der International Union of Biological Sciences und 1954 erster Präsident der International Organization of Palaeobotany. 1951 bis 1960 war er Vizepräsident der Botanischen Gesellschaft von Stockholm.
Er befasste sich insbesondere mit fossilen Koniferen, über die er 1938 bis 1945 sein Hauptwerk Die Koniferen des Oberkarbons und des unteren Perms schrieb. Er erstbeschrieb rund zwei Dutzend Gattungen, z. B. Ernestiodendron und Lebachia (beides Gattungen von Utrechtiaceae).

## Ehrungen und Mitgliedschaft
1946 wurde Florin in die American Academy of Arts and Sciences gewählt.
1947 wurde er Mitglied der Schwedischen Akademie der Wissenschaften und erhielt 1964 deren Goldmedaille. 1958 erhielt er die Darwin-Wallace-Medaille der Linnean Society of London. 1960 wurde er Präsident der schwedischen botanischen Gesellschaft.

## Schriften
- On the geological history of the Sciadopitineae. In: Svensk Bot. Tidskr. 16 (2): 260–270 (1922).
- Die Koniferengattung Libocedrus Endl. in Ostasien. In: Svensk Bot. Tidskr. 24 (1): 117–131 (1930).
- Pilgerodendron, eine neue Koniferengattung aus Süd-Chile. In: Svensk Bot. Tidskr. 24 (1): 132–135 (1930).
- Untersuchungen zur Stammesgeschichte der Coniferales und Cordaitales. Erster Teil: Morphologie und Epidermisstruktur der Assimilationsorgane bei den rezenten Koniferen. In: Kongl. Svenska Vetenskapsakad. Handl. 10 (1) 1–588 (1931).
- Die Koniferen des Oberkarbons und des unteren Perms. In: Palaeontographica. B 85: 1–729 (1938–1945 in acht Teilen).
- The Tertiary Fossil Conifers of South Chile and Their Phytogeographical Significance (1940).
- Evolution in Cordaites and Conifers. In: Acta Hort. Berg. 15 (2): 285–388 (1951).
- On Metasequoia, living and fossil. In: Bot. Not. 1 (105): 1–29 (1952).
- The female reproductive organs of conifers and taxads. In: Biological Reviews. 29: 367-389 (1954).
- Nomenclatural notes on genera of living gymnosperms. In: Taxon 5 (8): 188–192 (1956).
- The distribution of Conifer and Taxad genera in Time and Space. In: Acta Horti Bergiani 20 (4): 121–312 (1963).
- The distribution of Conifer and Taxad genera in Time and Space; additions and corrections. In: Acta Hort. Berg. 20 (6): 319–326 (1966).